# 隆特里鎮區 (內布拉斯加州梅里克縣)
隆特里鎮區（英語：Lone Tree Township）是位於美國內布拉斯加州梅里克縣的一個行政鎮區。

## 地方資料
隆特里鎮區的面積為173.46平方千米，當中陸地面積為168.45平方千米，而水域面積為5.01平方千米。根據2020年美國人口普查的數據，當地共有人口627人，而人口密度為每平方千米3.61人。